# Finale UEFA Champions League 2022
De UEFA Champions Leaguefinale van het seizoen 2021/22 was de 67ste eindstrijd van het primaire toernooi van het Europees clubvoetbal van de UEFA en de dertigste sinds de naamsverandering. De wedstrijd werd op 28 mei 2022 gespeeld tussen het Engelse Liverpool FC en het Spaanse Real Madrid in het Stade de France te Saint-Denis.
Real Madrid won dankzij een doelpunt van Vinícius Júnior voor een veertiende keer de UEFA Champions League en kwalificeerde zich daardoor voor de groepsfase van de UEFA Champions League 2022/23, alhoewel Real Madrid zich daarvoor via de Primera División al kwalificeerde, en mag het opnemen tegen de winnaar van de Europa Leaguefinale Eintracht Frankfurt om de UEFA Super Cup 2022.
De wedstrijd startte 36 minuten later dan gepland wegens ongeregeldheden rondom het stadion. Sommige fans probeerden over hekken heen te klimmen en sommige fans met een kaartje voor de finale konden het stadion niet binnen. De politie maakte gebruik van traangas.

## Organisatie
Op 24 september 2019 maakte de UEFA bekend dat de Champions Leaguefinale van 2022 gespeeld zou worden in de Allianz Arena in München, waar eerder de finale van 2012 werd gespeeld. Echter werd op 17 juni 2020 als gevolg van het besluit om de finale van 2020 te verplaatsen van het Atatürk Olympisch Stadion naar het Estádio da Luz besloten om de finale van 2022 te laten plaatsvinden in het Krestovskistadion in Sint-Petersburg, dat oorspronkelijk de finale van 2021 zou organiseren, en in München de finale van 2023 te laten spelen. In het Krestovskistadion werden eerder wedstrijden op de Confederations Cup van 2017, het WK van 2018 en het EK van 2020 gespeeld. Naar aanleiding van de Russische invasie van Oekraïne maakte de UEFA op 25 februari 2022 bekend dat de finale niet in Sint-Petersburg, maar in het Stade de France in Saint-Denis, een voorstad van Parijs, gespeeld zou worden. Ook de Champions Leaguefinales van 2000 en 2006 werden in het Stade de France gespeeld. De finales van het WK 1998, het EK 2016 en de Confederations Cup van 2003 vonden ook plaats in het Stade de France.
Voordat de locatie van de finale verplaatst werd van Sint-Petersburg naar Saint-Denis was Andrej Arsjavin de ambassadeur van de finale. Hij speelde 75 interlands voor Rusland, waaronder op het EK 2008 en EK 2012, en namens Zenit Sint-Petersburg, Arsenal FC en Kairat Almaty bijna 100 wedstrijden in het Europees clubvoetbal.

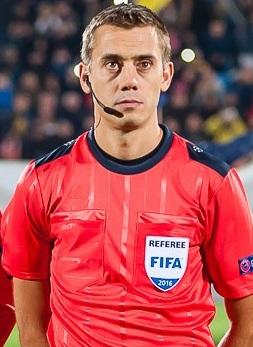
Clément Turpin werd aangesteld als de scheidsrechter voor de finale.

Op 11 mei 2022 werd duidelijk dat de Franse scheidsrechter Clément Turpin de finale zou leiden. Hij was de vierde official bij de finale van 2018 en leidde de UEFA Europa Leaguefinale van 2021. Gedurende de wedstrijd wordt hij geassisteerd door zijn landgenoten Nicolas Danos en Cyril Gringore en Benoît Bastien als vierde official. Als videoscheidsrechter werd zijn landgenoten Jérôme Brisard aangesteld, geassisteerd door Fransman Willy Delajod en Italianen Massimiliano Irrati en Filippo Meli.
Voorafgaand aan de finale trad de Cubaans-Amerikaanse zangeres Camila Cabello op bij de openingsceremonie.

## Voorgeschiedenis
Liverpool FC stond voor een tiende keer in de finale van het primaire toernooi van het Europees clubvoetbal. Eerder won Liverpool FC de finales van 1977 tegen Borussia Mönchengladbach, 1978 tegen Club Brugge, 1981 tegen Real Madrid, 1984 tegen AS Roma, 2005 tegen AC Milan en van 2019 tegen Tottenham Hotspur. De finales van 1985 tegen Juventus FC, 2007 tegen AC Milan en 2018 tegen Real Madrid gingen verloren. Daarnaast won Liverpool FC de UEFA Cupfinales van 1973 tegen Borussia Mönchengladbach, 1976 tegen Club Brugge en 2001 tegen Deportivo Alavés, verloor het de Europa Leaguefinale van 2016 tegen Sevilla FC en verloor het de finale van de Europacup II in 1966 tegen Borussia Dortmund. De laatste keer dat een Engelse team in een Champions Leaguefinale stond, was toen Manchester City en Chelsea FC het tegen elkaar opnamen in 2021. Real Madrid stond voor een zeventiende keer in de Champions Leaguefinale, geen club deed dat vaker. De edities van 1956 tegen Stade de Reims, 1957 tegen ACF Fiorentina, 1958 tegen AC Milan, 1959 tegen Stade de Reims, 1960 tegen Eintracht Frankfurt, 1966 tegen FK Partizan, 1998 tegen Juventus FC, 2000 tegen Valencia CF, 2002 tegen Bayer Leverkusen, 2014 en 2016 tegen Atlético Madrid, 2017 tegen Juventus FC en van 2018 tegen Liverpool FC werden gewonnen. De edities van 1962 tegen SL Benfica, 1964 tegen Internazionale en van 1981 tegen Liverpool FC gingen verloren. Daarnaast won Real Madrid de UEFA Cupfinales van 1985 tegen Székesfehérvári Videoton en 1986 tegen FC Köln en verloor de club de finales van de Europacup II in 1971 tegen Chelsea FC en 1983 tegen Aberdeen FC. De laatste Spaanse club die een Champions Leaguefinale speelde, was Real Madrid zelf tegen Liverpool FC in 2018.
Beide teams stonden voor een derde maal tegenover elkaar in de finale van de Champions League, geen enkele andere confrontatie vond zo vaak plaats in een Champions Leaguefinale. In 1981 won Liverpool FC, maar in de finale van 2018 trok Real Madrid aan het langste eind. Verder stonden de clubs nog zes keer tegenover elkaar in de Champions League. In 2009 won Liverpool FC met 5–0 over twee wedstrijden in de achtste finale, in 2014 won Real Madrid met 0–3 en 1–0 in de groepsfase en in 2021 werd Liverpool FC uitgeschakeld in de kwartfinales door een 3–1 zege van Real Madrid. In totaal werden drie van de eerdere acht confrontaties gewonnen door Liverpool FC en vier door Real Madrid.
Jürgen Klopp leidde drie keer eerder een team in de finale van de Champions League. Met Borussia Dortmund verloor hij in 2013 de finale tegen Bayern München. Met Liverpool FC verloor hij eerder de finale van 2018 tegen Real Madrid en won hij een jaar later de eindstrijd tegen Tottenham Hotspur. Met Liverpool FC verloor Klopp ook de UEFA Europa Leaguefinale van 2016 tegen Sevilla FC. Zes keer eerder in zijn trainerscarrière stond hij in een grote nationale bekerfinale. Drie van die finales, waaronder die van de FA Cup en de League Cup in 2022, werden gewonnen en drie gingen verloren. Carlo Ancelotti stond vier keer eerder langs de zijlijn bij een Champions Leaguefinale, waarvan twee keer met AC Milan tegen Liverpool FC, in 2005 (verloren na strafschoppen) en 2007 (2–1 zege). Ook won hij de UEFA Champions Leaguefinales van 2003, met AC Milan na strafschoppen tegen Juventus FC, en 2014, met Real Madrid na een verlenging tegen Atlético Madrid. In grote nationale bekerfinales zegevierde Ancelotti tweemaal en verloor zijn ploeg tweemaal.
Naast de confrontaties tussen Liverpool FC en Real Madrid in de Champions Leaguefinales van 1981 en 2018 werd de finale van de Champions League nog driemaal gespeel tussen een Engelse en Spaanse ploeg. FC Barcelona won namens Spanje elk van die finales, in 2006 tegen Arsenal FC en in 2009 en 2011 tegen Manchester United. In de UEFA Europa League werd de eindstrijd vijf keer eerder gespeeld tussen een Engels en Spaans team. In 2001 won Liverpool FC van Deportivo Alavés, maar de Spaanse ploegen wonnen de overige finales; in 2006 won Sevilla FC van Middlesbrough FC, in 2010 won Atlético Madrid van Fulham FC, in 2016 werd Liverpool FC verslagen door Sevilla FC en in 2021 won Villarreal CF van Manchester United. In de Europacup II werd de finale nog vijf keer gespeeld tussen een team uit Engeland en een team uit Spanje. In 1963 won Tottenham Hotspur van Atlético Madrid, in 1971 werd Real Madrid verslagen door Chelsea FC, in 1980 won Valencia CF van Arsenal FC, in 1991 won Manchester United van FC Barcelona en in 1995 won Real Zaragoza van Arsenal FC. In het UEFA Champions Leagueseizoen 2021/22 stond Liverpool FC in de groepsfase en de halve finales nog tegen een Spaanse tegenstander, Atlético Madrid en Villarreal CF. Op weg naar de finale nam Real Madrid het in de kwartfinales en de halve finales met Chelsea FC en Manchester City al op tegen twee Engelse ploegen. In totaal wist zowel Liverpool FC als Real Madrid 19 wedstrijden te winnen, 13 gelijk te spelen en 16 te verliezen in 48 eerdere wedstrijden tegen teams van het land van de tegenstander.

## Weg naar de finale
| Pos | Team            | Wed | Ptn |
| --- | --------------- | --- | --- |
| 1   | Liverpool FC    | 6   | 18  |
| 2   | Atlético Madrid | 6   | 7   |
| 3   | FC Porto        | 6   | 5   |
| 4   | AC Milan        | 6   | 4   |

| Pos | Team             | Wed | Ptn |
| --- | ---------------- | --- | --- |
| 1   | Real Madrid      | 6   | 15  |
| 2   | Internazionale   | 6   | 10  |
| 3   | Sheriff Tiraspol | 6   | 7   |
| 4   | Sjachtar Donetsk | 6   | 2   |

### Liverpool FC

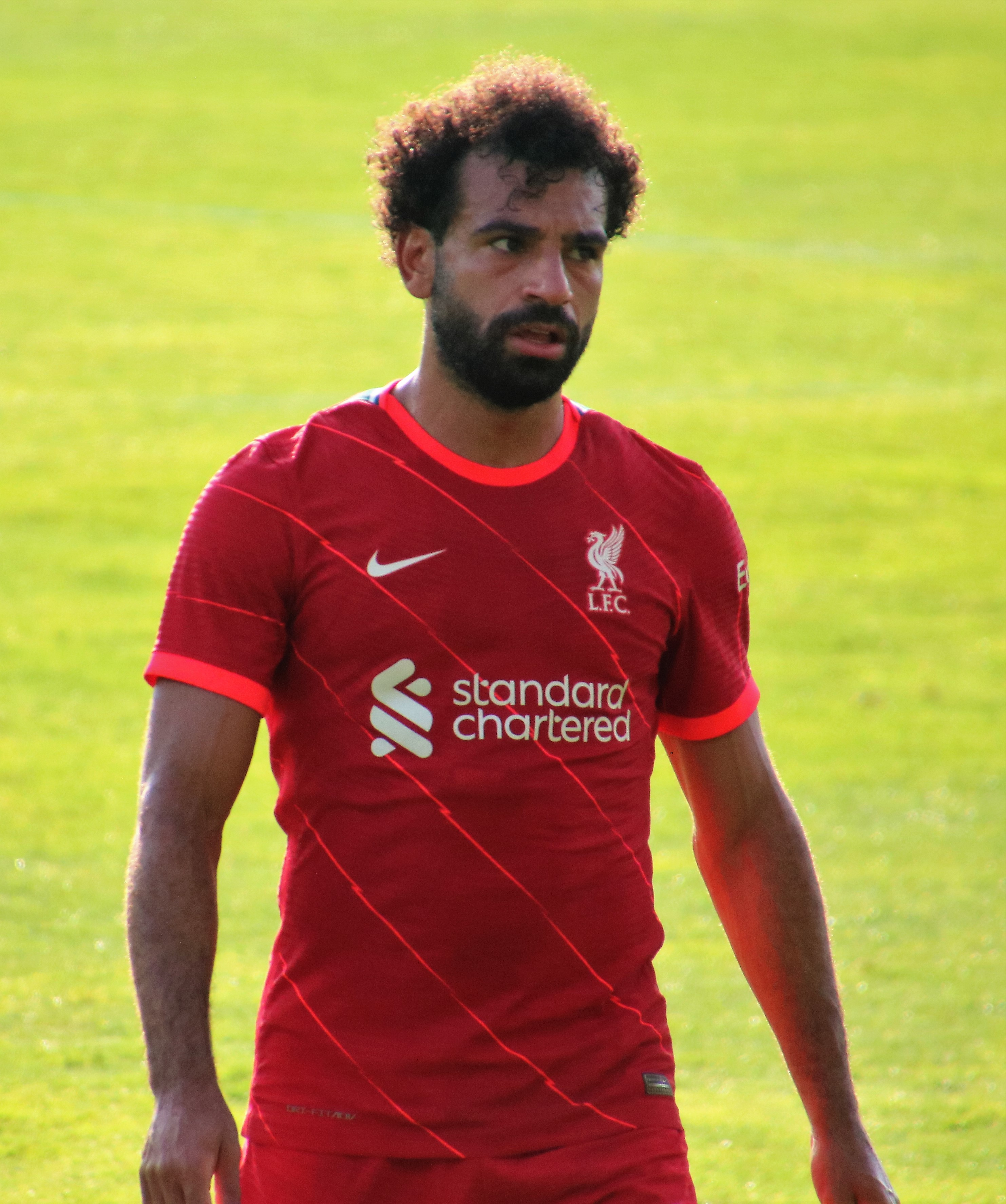
Mohamed Salah maakte op weg naar de finale acht doelpunten, waarvan zeven in de groepsfase.

In de laatste speelronde van de Premier League 2020/21 verzekerde Liverpool FC zich van een plaats in de top 4 en dus een ticket voor de Champions League-groepsfase. Bij de loting op 26 augustus 2021 werd Liverpool FC gekoppeld aan Spaans kampioen Atlético Madrid, Portugese nummer 2 FC Porto en Italiaanse nummer 2 AC Milan. In de negende minuut van de eerste wedstrijd tegen AC Milan kwam Liverpool FC op een voorsprong, omdat een voorzet van Trent Alexander-Arnold via Fikayo Tomori achter Mike Maignan belandde. Na een goede start aan de wedstrijd van Liverpool FC kreeg Mohamed Salah de kans om de voorsprong in de veertiende minuut vanaf elf meter te verdubbelen, maar hij stuitte op Maignan. Vervolgens keerde AC Milan de wedstrijd om door nog voor de rust op een voorsprong te komen door treffers van Ante Rebić en Brahim Díaz, een glijdende intikker, nadat Theo Hernández nog stuitte op Andrew Robertson. Toch wist Liverpool FC in de tweede helft de zege te boeken. Vlak na de rust maakte Salah de gelijkmaker na een wippertje van Divock Origi en in de 69ste minuut kwam Liverpool FC opnieuw op een voorsprong na een verwoestende uithaal van aanvoerder Jordan Henderson na een afvallende bal uit een hoekschop. Op bezoek bij FC Porto zette Salah zijn ploeg in de achttiende minuut van dichtbij op een voorsprong. Vlak voor de rust kon ook Sadio Mané van dichtbij scoren namens Liverpool FC. In de tweede helft kopte Mehdi Taremi een eretreffer binnen voor de Portugezen, maar scoorden ook Salah, Roberto Firmino van een afstand met Diogo Costa ver van zijn doel verwijderd en opnieuw Firmino met een treffer die in eerste instantie werd afgekeurd wegens buitenspel. In het Wanda Metropolitano tegen Atlético Madrid maakte Salah de openingstreffer na het passeren van Yannick Carrasco, Thomas Lemar en Koke en het zien van het veranderen van richting van zijn schot door Geoffrey Kondogbia. In de dertiende minuut maakte Naby Keïta Liverpool FC's tweede treffer met een volley van buiten het strafschopgebied met de buitenkant van de voet. Toch gingen beide teams rusten met een gelijke stand, want Antoine Griezmann scoorde in de twintigste minuut door een afstandsschot van Koke van dichtbij te veranderen, miste acht minuten later een 1-op-1 met Alisson Becker en maakte weer zes minuten verder gelijk. Diezelfde Griezmann werd zes minuten na de rust van het veld gestuurd, nadat hij zijn schoen op het hoofd van Firmino plantte. Tegen tien man wist Salah de winnende treffer te maken uit een strafschop, gegeven na het omver duwen van Diogo Jota door Mario Hermoso. In de slotfase gaf scheidsrechter Daniel Siebert in eerste instantie ook een strafschop aan Atlético Madrid na het omver duwen van José Giménez door Jota, maar besloot anders na het bekijken van de videobeelden. Ook de thuiswedstrijd tegen Atlético Madrid werd door Liverpool FC gewonnen, na door Jota binnengekopte en door Mané binnengetikte voorzetten van Alexander-Arnold binnen de eerste kwart van de wedstrijd. Na 35 minuten stond Atlético Madrid met tien man door een rode kaart aan Felipe voor het trappen op de achillespees van Mané. Jota en Luis Suárez dachten later in de wedstrijd nog trefzeker te zijn, maar hun doelpunten werden afgekeurd wegens buitenspel. Met vier zeges was Liverpool FC met nog twee groepswedstrijden te gaan al zeker van de groepswinst. Met een half reserveteam wist Liverpool FC op Anfield met 2–0 te winnen van FC Porto, dankzij een stuiterende volley van afstand van Thiago Alcántara en een schot in de korte hoek van Salah in de tweede helft, ondanks meerdere kansen op doelpunten aan de kant van FC Porto. Opnieuw zonder enkele belangrijke spelers wist Liverpool FC de groepsfase ook winnend af te sluiten, uit tegen AC Milan. Tomori zette de Italianen op een voorsprong toen Alisson de bal na een hoekschop niet volledig kon wegwerken, maar Salah wist nog voor de rust de gelijkmaker binnen te schieten in de rebound, nadat Maignan een schot van Alex Oxlade-Chamberlain redde. Tien minuten na de rust kopte Origi de winnende treffer binnen, nadat Mané nog de paal raakte na een fout van Tomori. Zodoende werd Liverpool FC de eerste Engelse club ooit die alle zes de groepswedstrijden van een Champions Leagueseizoen wist te winnen.
Bij de loting voor de achtste finales werd Liverpool FC gekoppeld aan het Italiaanse Internazionale. In het tweede bezoek aan Stadio Giuseppe Meazza van het Champions Leagueseizoen kreeg Liverpool FC weinig scoringskansen, totdat Firmino de score in de 75ste minuut opende met een kopbal uit een hoekschop van Robertson. Acht minuten later zette Salah zijn ploeg op een 2–0 voorsprong, waardoor hij in een recordaantal van acht achtereenvolgende Champions League-uitwedstrijden scoorde. Na een half uur spelen in de thuiswedstrijd kopte Joël Matip op de lat en na vijftig minuten raakte Salah de paal. Toch was het Lautaro Martínez die na een uur het enige doelpunt van de wedstrijd van een afstand maakte namens Internazionale. Vlak na de treffer kreeg Alexis Sánchez een rode kaart te zien voor een overtreding op Fabinho. In de slotfase raakte Salah nog eens de paal en gooide Arturo Vidal zich voor een scoringspoging van winteraankoop Luis Díaz. Ondanks de nederlaag in eigen huis kwalificeerde Liverpool FC zich met een 2–1 overwinning over twee wedstrijden voor de kwartfinales, waarin de club het Portugese SL Benfica trof. In de zeventiende minuut in het Estádio da Luz kopte Ibrahima Konaté een voorzet van Robertson binnen. In de 34ste was Mané verantwoordelijk voor de tweede treffer na het terugleggen van de pass van Alexander-Arnold door Díaz. Odisseas Vlachodimos hield SL Benfica op de been en vlak na de rust profiteerde Darwin Núñez van een fout van Konaté door de aansluitingstreffer te maken, maar door een doelpunt van Díaz na het passeren van Vlachodimos in de slotfase had Liverpool FC een 3–1 voorsprong in het tweeluik voorafgaand aan de thuiswedstrijd. Ook in de terugwedstrijd opende Konaté de score met een kopbal uit een hoekschop, ditmaal een hoekschop van Konstantinos Tsimikas. Gonçalo Ramos maakte namens SL Benfica de gelijkmaker, maar Firmino scoorde later nog twee keer. De doelpunten van Roman Jaremtsjoek en Núñez in de slotfase werden in eerste instantie afgekeurd wegens buitenspel en waren voor de eer. De laatste horde richting de finale voor Liverpool FC was het Spaanse Villarreal CF. In de eerste helft van de thuiswedstrijd was Liverpool FC dominant, maar lukte het de club niet om het Gerónimo Rulli lastig te maken. Acht minuten na de rust eindigde een voorzet van Henderson via Pervis Estupiñán in het doel van Villarreal CF. Twee minuten later scoorde ook Mané, na een steekpass van Salah. In de terugwedstrijd wist Villarreal CF de in de heenwedstrijd opgelopen schade binnen een helft te herstellen met treffers van Boulaye Dia, die kon binnentikken na terugleggen van Étienne Capoue in de derde minuut, en Francis Coquelin, die een voorzet van Capoue binnenkopte. In de tweede helft wist Liverpool FC zich toch overtuigend te verzekeren van een finaleplek, want Fabinho schoot na een uur door de benen van Rulli, Díaz kopte zeven minuten later een voorzet van Alexander-Arnold binnen en Mané kon opnieuw zeven minuten later de bal in een leeg doel schuiven, omdat Rulli ver van zijn doel verwijderd was. Zo bereikte Liverpool FC de tiende Champions Leaguefinale van de clubgeschiedenis en de derde in vijf jaar.

### Real Madrid

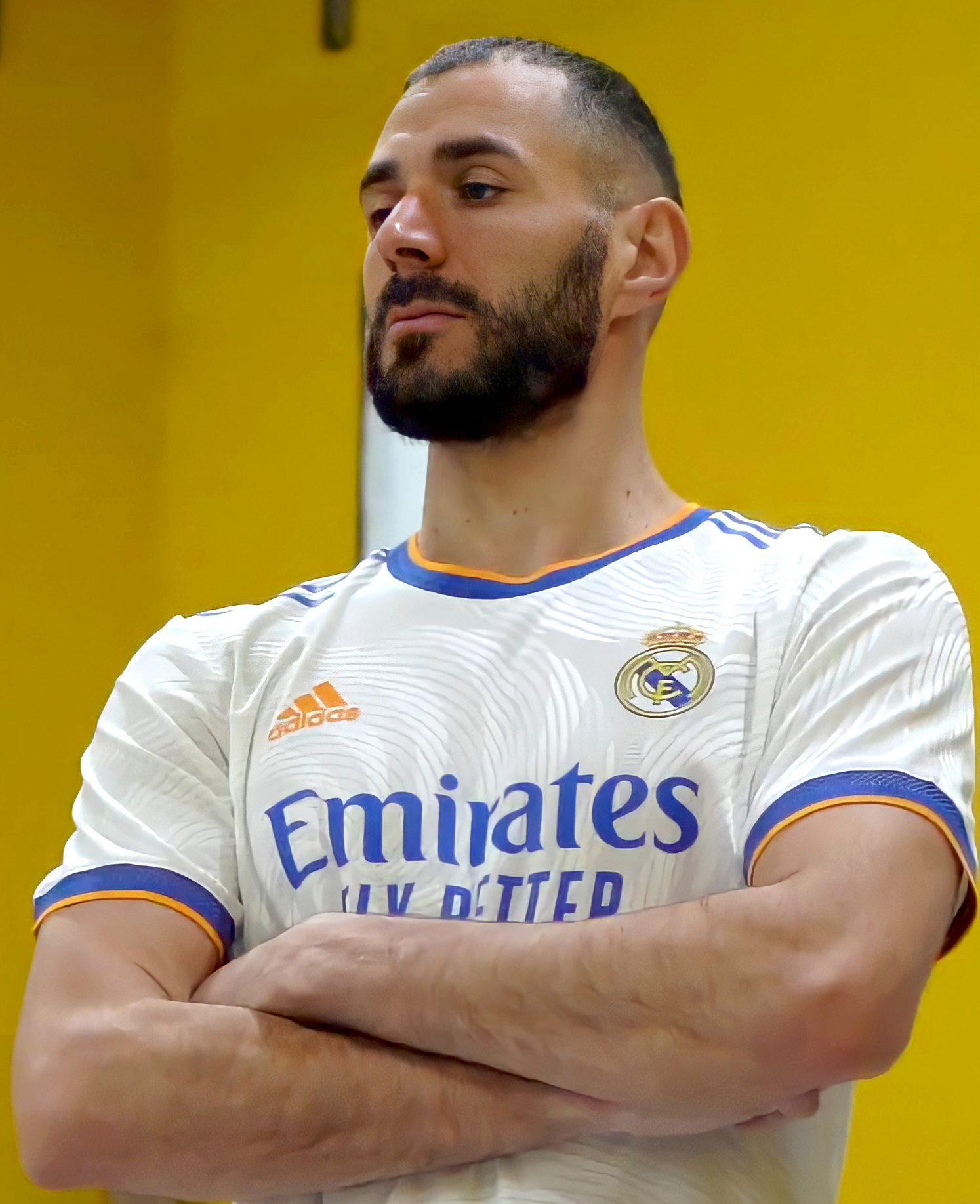
Karim Benzema maakte als aanvoerder op weg naar de finale vijftien doelpunten, waarvan tien in de knock-outfase.

Real Madrid eindigde in de Primera División 2020/21 op de tweede plaats, met twee punten achter de kampioen Atlético Madrid en plaatste zich zo voor de groepsfase van de UEFA Champions League, waarin het bij de loting gekoppeld werd aan de Italiaanse kampioen Internazionale, de Oekraïense nummer 2 Sjachtar Donetsk en de Moldavische kampioen en Champions League-debutant Sheriff Tiraspol. In de eerste wedstrijd, op bezoek bij Internazionale, leken beide teams af te stevenen op een doelpuntloos gelijkspel, maar in de slotfase maakte Rodrygo het enige doelpunt van de wedstrijd. In de tweede speelronde kwam Sheriff Tiraspol op bezoek. Verrassend kopte Jasurbek Yakhshiboev de bezoekers op een voorsprong in de 25ste minuut. Na vele kansen schoot aanvoerder Karim Benzema de thuisploeg na een ruim uur spelen vanaf de strafschopstip op gelijke hoogte, maar met een volley van buiten het strafschopgebied in de kruising zorgde Sébastien Thill namens Sheriff Tiraspol voor de winnende treffer. De derde speelronde, uit tegen Sjachtar Donetsk, verliep makkelijker voor de Madrilenen. Een voorzet van Lucas Vázquez werd van buiten het strafschopgebied binnen gewerkt door Sjachtar Donetsks aanvoerder Serhij Kryvtsov in zijn eigen doel. In de tweede helft maakte Real Madrid nog vier doelpunten. Vinícius Júnior scoorde tweemaal, waarvan één keer na een dribbel, Rodrygo maakte de 4–0 en Benzema scoorde nog in de blessuretijd. In de tiende minuut van de thuiswedstrijd tegen Sjachtar Donetsk raakte Alan Patrick de paal. Vier minuten later scoorde Benzema wel aan de andere kant, nadat Vinícius de bal won in het strafschopgebied. Nog voor de rust kwam de Oekraïense ploeg op gelijke hoogte via Fernando. Na een uur spelen zorgde Benzema echter voor de winnende treffer. In de laatste uitwedstrijd van de groepsfase wist Real Madrid met 0–3 te winnen, dankzij treffers van David Alaba uit een directe vrije trap, Toni Kroos via de onderkant van de lat en Benzema van buiten het strafschopgebied. Het laatste groepsduel, in eigen huis tegen Internazionale, ging om de groepswinst. Kroos opende de score van een grote afstand en Rodrygo raakte de paal. In de tweede helft ontving Nicolò Barella een rode kaart na een opstootje met Éder Militão. Marco Asensio besliste in de slotfase de groepswinst van Real Madrid met een schot op de rand van het strafschopgebied via de binnenkant van de paal.
In de achtste finales kwam Real Madrid tegenover het Franse Paris Saint-Germain te staan. In de heenwedstrijd in Parijs speelde Real Madrid voornamelijk defensief. Na een uur spelen werd een strafschop toegekend aan Paris Saint-Germain voor een overtreding van Daniel Carvajal op Kylian Mbappé, maar Thibaut Courtois wist de penalty van Lionel Messi te keren. In de blessuretijd werd de defensie van Real Madrid toch geklopt door een dribbel van Mbappé. In de eerste helft van de terugwedstrijd was Mbappé opnieuw de enige doelpuntenmaker, door in de korte hoek het net te vinden na een sprint. In het laatste half uur van de wedstrijd werd de wedstrijd echter volledig gekeerd door een hattrick van Benzema. Eerst profiteerde hij van het afpakken van de bal van Gianluigi Donnarumma, vervolgens scoorde hij uit een steekpass van Luka Modrić en twee minuten later profiteerde hij van het niet optimaal wegwerken van de bal door Achraf Hakimi. Zo kon Real Madrid doorstoten naar de kwartfinales, waarin het Engelse Chelsea FC de tegenstander was. Na twintig minuten kopte Benzema raak uit een hoekschop van Vinícius. Drie minuten later kopte Benzema opnieuw raak, ditmaal uit een hoekschop van Modrić. In een regenachtig Londen kopte Kai Havertz nog de aansluitingstreffer binnen namens de Engelsen, maar binnen een minuut na de rust completeerde Benzema zijn hattrick door te profiteren van balverlies van doelman Édouard Mendy enkele meters voor zijn eigen strafschopgebied. Het lukte Chelsea FC toch om de in Londen opgelopen schade in Santiago Bernabéu goed te maken, dankzij een treffer van Mason Mount in de vijftiende minuut en een kopbal van Antonio Rüdiger uit een hoekschop van Mount vijf minuten na de rust. Na een ruim uur gespeeld te hebben, dacht Marcos Alonso zijn ploeg zelfs op een voorsprong te zetten over twee wedstrijden, maar dat doelpunt werd afgekeurd wegens hands. Nadat Benzema namens Real Madrid op de lat kopte, zette Timo Werner Chelsea FC in de 75ste minuut toch op een voorsprong over twee wedstrijden. In de tachtigste minuut maakte Real Madrid dit goed met een rabona-pass van Modrić en het afmaken van Rodrygo. In de verlenging die volgde, was Benzema de enige doelpuntenmaker. Hij kopte na vijf minuten raakt uit een voorzet van Vinícius. De laatste horde richting de finale voor Real Madrid was het Engelse Manchester City. In het Etihad Stadium kwam Manchester City binnen elf minuten op 2–0 via het hoofd van Kevin De Bruyne en Gabriel Jesus uit de draai. In het restant van de wedstrijd wist Manchester City de score niet verder uit te breiden, maar in de 33ste minuut werkte Benzema een voorzet van Ferland Mendy binnen. Twee minuten na de rust raakte Riyad Mahrez de paal, waarna Phil Foden in de rebound stuitte op Carvajal. In de 53ste minuut kopte Foden een voorzet van aanvoerder Fernandinho binnen, maar Real Madrid reageerde hier twee minuten later op met een nieuwe aansluitingstreffer, van Vinícius na een lange sprint en een panna bij Fernandinho. In de 74ste minuut scoorde ook Bernardo Silva namens Manchester City. Na een handsbal van Aymeric Laporte kreeg Benzema in de 82ste minuut de kans om via een strafschop de zevende treffer van de wedstrijd te maken. Dat deed hij met een panenka. De terugwedstrijd bleef lang doelpuntloos, maar in de 73ste minuut leek Mahrez het tweeluik te beslissen met een doelpunt. In de slotfase was Jack Grealish nog tweemaal dicht bij een nieuwe treffer, maar Mendy haalde de bal van de lijn en Courtois redde met zijn voet. In de absolute slotfase wist Real Madrid toch nog een verlenging af te dwingen met een doelpunt van Rodrygo in de negentigste minuut en een kopbal van diezelfde Rodrygo in de eerste minuut van de blessuretijd. In de vijfde minuut van die verlenging verzilverde Benzema zijn kans om vanaf de strafschopstip voor de winnende treffer te zorgen. Zo plaatste Real Madrid zich voor een achttiende keer in de clubgeschiedenis voor de Champions Leaguefinale en voor een vijfde keer in negen jaar.

## Wedstrijd

### Details
| |              |               |              | |
| 28 mei 2022 21:36 (UTC+2)* | Liverpool FC | 0 – 1 (0 – 0) | Real Madrid  | Stadion: Stade de France, Saint-Denis (Seine-Saint-Denis) Toeschouwers: 80.000 Scheidsrechter: Clément Turpin Video-assistent: Jérôme Brisard Speler van de wedstrijd: Thibaut Courtois |
| 28 mei 2022 21:36 (UTC+2)* |              | Verslag UEFA  | 59' Vinícius | Stadion: Stade de France, Saint-Denis (Seine-Saint-Denis) Toeschouwers: 80.000 Scheidsrechter: Clément Turpin Video-assistent: Jérôme Brisard Speler van de wedstrijd: Thibaut Courtois |
| 28 mei 2022 21:36 (UTC+2)* |              |               |              | Stadion: Stade de France, Saint-Denis (Seine-Saint-Denis) Toeschouwers: 80.000 Scheidsrechter: Clément Turpin Video-assistent: Jérôme Brisard Speler van de wedstrijd: Thibaut Courtois |
| 28 mei 2022 21:36 (UTC+2)* |              |               |              | Stadion: Stade de France, Saint-Denis (Seine-Saint-Denis) Toeschouwers: 80.000 Scheidsrechter: Clément Turpin Video-assistent: Jérôme Brisard Speler van de wedstrijd: Thibaut Courtois |
| De wedstrijd zou oorspronkelijk om 21:00 starten, maar wegens ongeregeldheden rondom het stadion werd de start van de wedstrijd uitgesteld tot 21:15, vervolgens 21:30 en uiteindelijk tot 21:36 uur. |              |               |              | |

| Liverpool FC | Real Madrid |

| DM             | 01 | Alisson Becker          |     |
| RA             | 66 | Trent Alexander-Arnold  |     |
| CV             | 05 | Ibrahima Konaté         |     |
| CV             | 04 | Virgil van Dijk ( 77')  |     |
| LA             | 26 | Andrew Robertson        |     |
| CM             | 14 | Jordan Henderson        | 77' |
| CM             | 03 | Fabinho                 | 62' |
| CM             | 06 | Thiago Alcántara        | 77' |
| RB             | 11 | Mohamed Salah           |     |
| SP             | 10 | Sadio Mané              |     |
| LB             | 23 | Luis Díaz               | 65' |
| Wisselspelers: |    |                         |     |
| DM             | 62 | Caoimhín Kelleher       |     |
| VD             | 12 | Joe Gomez               |     |
| VD             | 21 | Konstantinos Tsimikas   |     |
| VD             | 32 | Joël Matip              |     |
| MV             | 07 | James Milner            |     |
| MV             | 08 | Naby Keïta              | 77' |
| MV             | 15 | Alex Oxlade-Chamberlain |     |
| MV             | 17 | Curtis Jones            |     |
| MV             | 18 | Takumi Minamino         |     |
| AV             | 09 | Roberto Firmino         | 77' |
| AV             | 20 | Diogo Jota              | 65' |
| AV             | 67 | Harvey Elliott          |     |
| Coach:         |    |                         |     |
| Jürgen Klopp   |    |                         |     |

| DM              | 01 | Thibaut Courtois  |       |
| RA              | 02 | Daniel Carvajal   |       |
| CV              | 03 | Éder Militão      |       |
| CV              | 04 | David Alaba       |       |
| LA              | 23 | Ferland Mendy     |       |
| CM              | 10 | Luka Modrić       | 90'   |
| CM              | 14 | Casemiro          |       |
| CM              | 08 | Toni Kroos        |       |
| RB              | 15 | Federico Valverde | 86'   |
| SP              | 09 | Karim Benzema     |       |
| RB              | 20 | Vinícius Júnior   | 90+6' |
| Wisselspelers:  |    |                   |       |
| DM              | 13 | Andrij Loenin     |       |
| VD              | 06 | Nacho             |       |
| VD              | 12 | Marcelo           |       |
| MV              | 19 | Dani Ceballos     | 90'   |
| MV              | 22 | Isco              |       |
| MV              | 25 | Eduardo Camavinga | 86'   |
| AV              | 07 | Eden Hazard       |       |
| AV              | 11 | Marco Asensio     |       |
| AV              | 17 | Lucas Vázquez     |       |
| AV              | 18 | Gareth Bale       |       |
| AV              | 21 | Rodrygo Goes      | 90+6' |
| AV              | 24 | Mariano Díaz      |       |
| Coach:          |    |                   |       |
| Carlo Ancelotti |    |                   |       |

### Statistieken
| [ 17 ]                 | Liverpool FC | Real Madrid |
| ---------------------- | ------------ | ----------- |
| Doelpunten             | 0            | 1           |
| Gele kaarten           | 1            | 0           |
| Rode kaarten           | 0            | 0           |
| Wissels                | 3            | 3           |
| Schoten op doel        | 9            | 1           |
| Schoten naast doel     | 6            | 1           |
| Overtredingen          | 13           | 7           |
| Hoekschoppen           | 6            | 2           |
| Buitenspel             | 1            | 4           |
| Geslaagde passes       | 539          | 448         |
| Passnauwkeurigheid (%) | 87           | 85          |
| Balbezit (%)           | 50           | 50          |